# Ненашев, Геннадий Афанасьевич
Генна́дий Афана́сьевич Нена́шев (3 марта 1940, Бийск, Алтайский край, СССР — 2010, село Архангельское, Тульская область, Российская Федерация) — писатель, член Союза журналистов и Союза писателей России.

## Биография
Геннадий Афанасьевич Ненашев родился 3 марта 1940 года в городе Бийске. С 1952 по 1964 года жил в Алма-Ате. В 16 лет пошел работать, получил профессию столяра и проработал без малого 30 лет.
В 1964 году он приезжает на Чукотку. Работает в экспедиции и почти 20 лет столяром в СМУ «Анадырьстрой». Заканчивает в Анадыре вечернюю школу, поступает заочно в Дальневосточный университет.
В 1977 году получил диплом журналиста. В 1980 году в Магадане выходит первая книга рассказов «Квартирная плата». Геннадий Ненашев — участник УП Всесоюзного совещания молодых писателей в Москве. В 1982 году Геннадий Ненашев становится членом Союза писателей СССР. В 1983 году в Магадане выходит вторая книга рассказов «Кедры на скалах».
При всей своей скромности и какой-то вроде бы неяркости среди литераторов он был харизматичным. К нему тянулись люди, независимо от их профессии. Он всегда смотрел собеседнику прямо в глаза, видел человека до самого дна. И становилось не по себе — неужели этот невысокий мужчина с бородкой и всклокоченными волосами способен быть «вещуном». Творец в нем таился большой и яркий, все, кто с Ненашевым общался, чувствовали, что он вносит в общение неповторимую ауру. Его появление поднимало общий тонус, он умел шутить. Но на творческих семинарах, которые проводили в округе Анатолий Пчёлкин и Антонина Кымытваль, приезжая в Анадырь из Магадана, он был строгим критиком.
Произведения Ненашева рассказывают о военном детстве, тружениках Алтая и Чукотки. Его книги пронизаны светом доброты человеческих отношений.
Рассказы и повести Геннадия Ненашева печатались в альманахе «На Севере Дальнем», в журналах «Дальний Восток», «Октябрь», в различных коллективных сборниках. В 1984 году в Москве в издательстве «Современник» вышла книга «В виде дождя и мокрого снега». В 1986 году во Владивостоке в серии «Молодая проза Дальнего Востока» вышел сборник рассказов «Под одной крышей». В 1988 году окончил Высшие литературные курсы в Москве. В начале 90-х переехал в село Архангельское Тульской области.
Умер в 2010 году в Тульской области, где он своими руками построил дом.